# نوريا باريوس
نوريا باريوس (بالإسبانية: Nuria Barrios)‏ (1962، مدريد في إسبانيا)؛ كاتِبة، شاعرة، صحفية وروائية إسبانية.